# ヘンドリック・ファン・ナッサウ＝アウウェルケルク

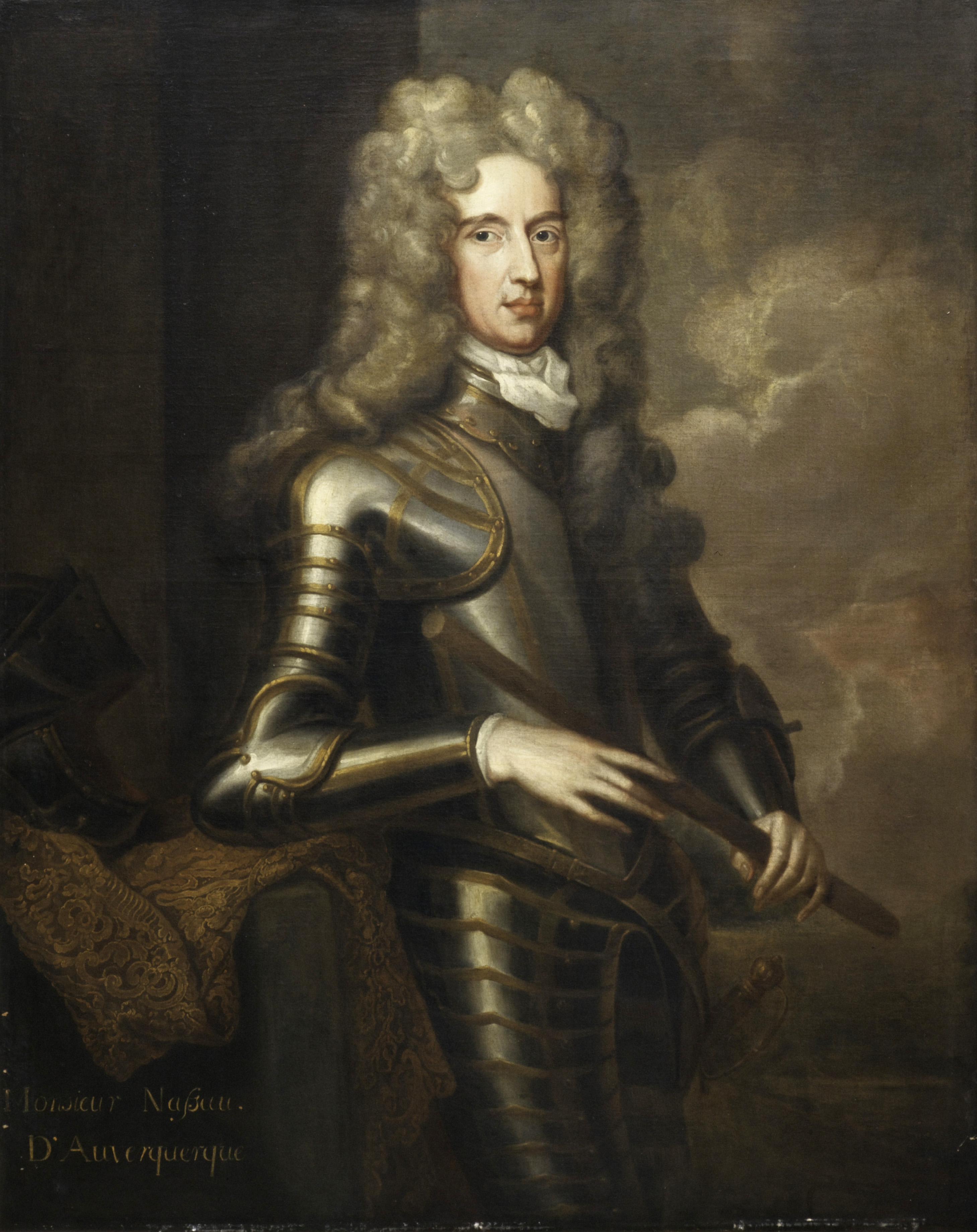
アウウェルケルク卿ヘンドリック

ヘンドリック・ファン・ナッサウ＝アウウェルケルク（オランダ語：Hendrik van Nassau-Ouwerkerk, 1640年12月16日 - 1708年10月18日）は、オランダ共和国の軍人。オランダ総督マウリッツの庶子であるベーフェルウィート卿ローデウェイクの次男。ナッサウ伯およびアウウェルケルク卿（heer van Ouwerkerk）。イングランド王兼オランダ総督ウィリアム3世（ウィレム3世）は又従弟に当たる。英語では名はヘンリー（Henry）、アウウェルケルクはオーヴァーカーク（Overkirk）とも呼ばれる。

## 生涯
ハーグで誕生して洗礼を受けた。軍人としてウィレム3世を支え、オランダ侵略戦争で1674年のスネッフの戦い、1678年のサン＝ドニの戦いに従軍した。1679年に神聖ローマ皇帝レオポルト1世からナッサウ伯爵に叙爵され、1688年にウィレム3世に従いイングランドへ上陸、名誉革命でウィレム3世がイングランド王ウィリアム3世として即位すると、1689年に主馬頭に任じられ、ロンドンのダウニング街10番地に邸宅を構えた。大同盟戦争・ウィリアマイト戦争でもウィリアム3世に従軍、1690年のボイン川の戦い、1692年のステーンケルケの戦い、1693年のネールウィンデンの戦いに参戦した。
スペイン継承戦争ではオランダ軍の筆頭に立ち、イングランド軍総司令官マールバラ公ジョン・チャーチルと共にフランス軍と戦った。マールバラ公からの信頼は厚く、1703年にマーストリヒトの守備を固めてフランス軍を寄せ付けず、1704年にマールバラ公がドイツへ南下した後のオランダ防衛を任された。ブレンハイムの戦いでマールバラ公が勝利、翌1705年にマールバラ公がアントウェルペンからナミュールに至る防衛線を攻めると陽動役を務め、防衛線突破のきっかけを作った（エリクセムの戦い）。1706年のラミイの戦いで左翼を任されフランス軍を撃破、1708年のアウデナールデの戦いで左に回りこんで敵本陣を急襲、勝利に貢献するなど多くの手柄を挙げた。
戦後のリール包囲戦の最中に67歳で病死した。同名の息子ヘンドリックはグランサム伯爵に叙爵され、イギリス貴族として活動した。